# ウー・イーファン

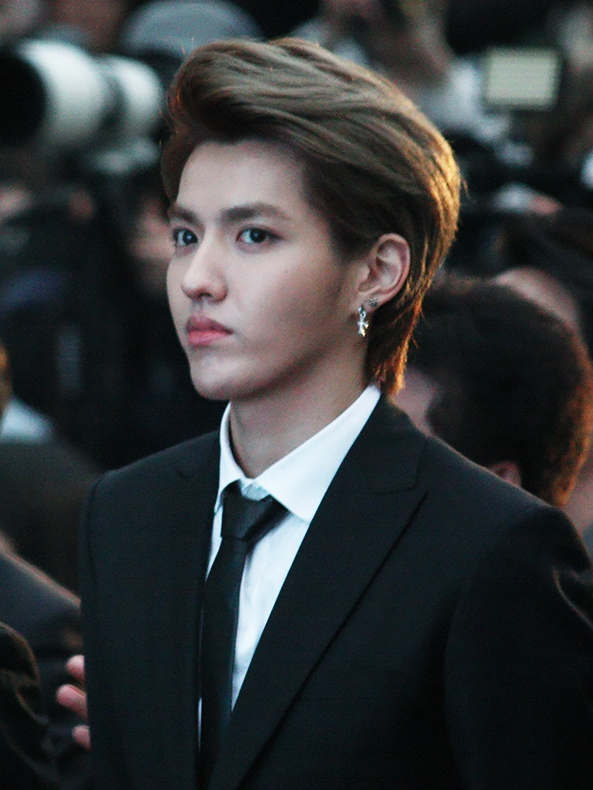
2014年3月12日韓流スター通りにて

ウー・イーファン（漢：呉亦凡、拼：Wú Yìfán、1990年11月6日）は、カナダの男性歌手、俳優、本名は李嘉恒である。中国系カナダ人で、韓国の男性アイドルグループEXOの旧メンバー。EXOでの芸名はクリス（朝: 크리스、英: Kris）で、ラップを担当しEXO-Mのリーダーを務め、架空設定能力は飛行、背番号は「00」だった。EXO離脱後はウー・イーファンもしくはクリス・ウー（英: Kris Wu）名義で活動していた。出生地は中国広東省広州市、カナダ国籍。血液型はO型、身長187cmで家族構成は母。中国の個人事務所は呉亦凡工作室、アメリカでのタレント・エージェントはCreative Artists Agency。韓国の芸能事務所SMエンタテインメント（以下SM）との専属契約有効期間はルハン同様2022年まで。中国のレーベルは楽視音楽、太合音楽集団。

## 人物
朝鮮語、英語、北京語、広東語を話すことができる。趣味と特技は服のリメイク、作詞作曲、バスケットボールで、デビュー以前の夢はバスケットボールの選手だった。中国で発表した楽曲では歌唱とともに作詞、作曲、プロデュースにも参加している。性格は外柔内剛、好きな食べ物は韓牛、好きな音楽はヒップホップとエレクトリック、好きな映画は『インセプション』、ニックネームは凡凡 （ファンファン）、座右の銘は “Normally insane”。2013年のインタビューで自身の身長について「プロフィール上では187cmだが実際は186.6cm」と答え、四次元な性格と記事に書かれた。中国のミュージシャンで元SM練習生の宋秉洋 （ソン・ビョンヤン）とは親友の間柄にある。中国のSNSなどで小鮮肉（より若い世代の新しく健康的なスター）のうちの一人とされており、上海のマダム・タッソー館ホームページでも「“小鮮肉”呉亦凡」と紹介されている。

## 来歴
1990年11月6日に中国広東省広州市で生まれ、10歳のときにカナダのバンクーバーに移住した。2007年にカナダで行われたSMグローバルオーディションに合格、SMの練習生として4年を過ごした。2012年2月16日、21歳のときに新人グループEXOのメンバーとして予告映像を通じ初公開（この時点ではKとMどちらのメンバーであるかは非公表だった）、同年4月8日にEXO-Mのメンバーとして正式デビューした。2014年5月15日、SMに対する専属契約効力の不存在確認訴訟をソウル中央地方法院に提起した。6月24日に中国の女優兼映画監督徐静蕾が新作映画『有一個地方只有我們知道』の予告画像を自身のWeiboに投稿、EXO離脱後初めて姿を披露しウー・イーファンとしての活動再開を知らせるきっかけとなった。12月1日に蝋人形制作開始が報じられ、上海マダム・タッソー館で90年代生まれのスターとして初の展示が決まった。2016年7月21日に呉亦凡工作室が「SMとの契約紛争が正式に終結した」との声明を出し、韓国と日本を除く地域でのマネジメント業務委託をSMから受けたと発表した。SM側も報道資料を通じて裁判所の調整勧告決定による合意到達を報告、クリス (ウー・イーファン) とルハンの専属契約は元契約通り2022年まで有効に存続し、両者はSMに対して売上の分配を行うと公表した。2017年にハリウッド映画に初出演した。

### 犯罪歴
2021年7月、ウーと交際したことがある18歳女性はインターネットで、ウーが複数の未成年女性に対して性的暴行をしたと告発した。同月31日、北京市朝陽区公安分局はSNSで、ウーを強姦の疑いで逮捕し、事件をさらに捜査すると発表した。8月1日、ウーのSNSアカウントは削除された。8月16日、北京市朝陽区人民検察院は、ウーを強姦の疑いで起訴前に勾留することを承認した。11月25日、一審にあたる北京の人民法院は強姦罪で懲役11年6か月、集団わいせつ罪で懲役1年10か月、合わせて13年とした。また刑期終了後は国外追放の処分を科すとした。

## 受賞歴
- 2014年
  - 時尚先生Esquire - 今年の新人[31]
- 2015年
  - 第3回ロンドン国際華語映画祭 - 最優秀新人男優賞[11]
- 2016年
  - 東京・中国映画週間ゴールド・クレイン賞授賞式 - 最優秀俳優賞[32][33]
  - 第10回音楽盛典 - 中国最高人気男性歌手賞・今年の歌トップ10賞[34]

## 作品

### シングル
- 『Bad Girl』2015年11月6日 - 作詞、共同作曲[35]
- 『JULY』2016年11月6日 - 共同作詞[36]
- 『6』2017年7月25日 - 共同作詞[37]

### ソロOST
- 『時間煮雨』2014年7月17日 - 映画『小時代3：刺金時代』エンディング曲[38]
- 『有一個地方』2014年11月6日 - 映画『有一個地方只有我們知道』主題歌（ソン・ビョンヤン作曲、共同作詞）[19]。
- 『All of Me』2015年2月 - 映画『有一個地方只有我們知道』OST（ジョン・レジェンドの曲をカバー）[10]
- 『Juice』2016年3月 - 映画『トリプルX:再起動』OST[39]
- 『従此以後』2016年8月 - 映画『夏有喬木、雅望天堂』主題歌（共同作詞）[40]
- 『刀剣如夢』2016年9月 - ゲーム『剣侠世界手遊』主題歌（周華健の曲をカバー、共同編曲）[41]

### 合作曲
- 『乖乖』クリス・ウー & 譚晶 - 2016年12月（映画『西遊・伏妖篇』主題歌、編曲、共同改編詞）[42]
- 『Deserve』Kris Wu ft. Travis Scott - 2017年10月12日[43]。

## コンサート
- MR.Fantastic - 上海体育館（2016年11月6日）[36]

## 出演

### 映画
主演は役名を太字で表記
- 『あの場所で君を待ってる』パン・ズーヤン 役 - 2015年2月[20]
- 『ロクさん』小飛 役 - 2015年12月[11] ※2016東京・中国映画週間で上映
- 『人魚姫』ロン・ジェンフェイ 役 - 2016年2月[44]
- 『致青春2原来你還在這里』程錚 役 - 2016年7月[11]
- 『すれちがう青春』夏木 役 - 2016年8月[11] ※2016東京・中国映画週間で上映
- 『爵跡 無道王朝伝説』銀塵 役 - 2016年9月[45]
- 『西遊記2 妖怪の逆襲』三蔵法師 役 - 2017年1月[46]
- 『トリプルX:再起動』ニックス 役 - [47]
- 『ヴァレリアン 千の惑星の救世主』ネザ軍曹 役 - 2017年7月[48]
- 『レイダース 欧州攻略』楽奇 役[49]
- 『繁花』[50]

### 番組
レギュラー出演は番組名を太字で表記
- 湖南衛視『快楽大本営』- 2015年3月21日[51]
- 浙江衛星『挑戦者連盟1』- 2015年9月～12月[11]
- 浙江衛視『跨年晩会』- 2015年[52]
- 浙江衛星『挑戦者連盟2』- 2016年[11]
- 湖南衛視『跨年演唱会』- 2016年[53]

### 広告
- バーバリー - 華人初のイメージモデル（2016年）[54]

### その他
- マダム・タッソー蝋人形展示 - 上海杜莎夫人蝋像館（2015年7月～）[55]